# 忍辱
忍辱（にんにく、? - 589年）は、英彦山の開山者。『鎮西彦山縁起』にみえる僧。俗称は藤原恒雄。

## 人物
英彦山は中国北魏僧の善正と忍辱が開いたとされる。善正は中国北魏の孝武帝の子で、孝武帝が宇文泰に殺される3年前に日本に渡来し、531年、豊後国日田郡の狩人の藤原恒雄と出会い、藤原恒雄は、善正に殺生戒をおしえられる。その後、藤原恒雄は出家して、名を忍辱とあらため、霊泉寺2世となった。
加藤咄堂の研究によると、用明天皇二年に勅を受けて宮に入った豊国法師は、日本における僧のはじめとされる豊後国日田郡の藤原恒雄（忍辱）を指す。

## 考証
中国北魏僧の善正は、普泰の年に大宰府に来て仏法をひろめようとしたが果たさず、光が日子山にさすのを見て、山中の石窟にこもる。豊後国日田郡の藤原恒雄は、よく猟をしており、獣を追って山に入ったとき、岩窟に座している善正を見て不思議に思い、尋ねるが言葉が通じず、善正も藤原恒雄に殺生の罪を説くが通じない。藤原恒雄は猟を続けるが、善正の姿を見ているうちに信心の気持ちが起こったのか、善正の窟のそばに小屋を作って住んだ。ある日、藤原恒雄は猟に出て一匹の白シカを見つけ、それが瑞獣であることを知らずに弓で射た。シカは倒れたが、三羽のタカが飛来し、一羽が嘴で矢を引き抜き、一羽が羽で傷口の血をぬぐい、一羽がヒノキの葉を水にひたしてシカにふくませた。すると、シカは蘇生した。藤原恒雄は神の仕業と悟り、弓矢を捨て、家財をなげうって祠を建て、善正が抱いて来た異国の仏様を安置して祀り、自らは善正の弟子となる。これが日本における僧のはじめである。
日本へ仏教が伝来したのは、552年に百済の聖王により釈迦仏の金銅像と経論他が献上された時だとする説（552年説）と、『上宮聖徳法王帝説』『元興寺伽藍縁起』を根拠に538年に仏教が伝えられたとする説（538年説）がある。日本への公的な仏教伝来は、欽明朝のこととして間違いはないが、公伝以前の民間ルートでの仏教伝来が想定できる。すなわち「私伝」説である。九州の修験道の行場としてで有名な彦山の開創について中国北魏僧の善正法師が、仏教を日本に弘めるため、渡海して九州北岸に到着したところ、樹木でおおわれた日子山（彦山）の秀麗な姿に心ひかれ、石室を造って住むことになり、そしてこれが彦山の霊泉寺のはじまりとされ、その年は531年である。以上から、公伝以前の仏教伝来が想定できる。つまり百済の王朝から日本の王朝へという公伝以前に、中国系渡来人によって仏教が既に伝えられていた。